# Eurovan (PSA/Fiat)
 For alternative betydninger, se Eurovan. (Se også artikler, som begynder med Eurovan)
Eurovan var et joint venture mellem Fiat og PSA Peugeot Citroën om store MPV'er, som blev fremstillet af SEVEL i Frankrig mellem midten af 1994 og sommeren 2014.

## Evasion / Ulysse / Zeta / 806 (1994−2002)
"Lancia Zeta" omdirigeres hertil. For bilmodellen fra 1912, se Lancia Zeta (1912).

### Historie
Eurovan-modellerne med op til otte siddepladser blev introduceret i juni 1994 under navnene Citroën Evasion, Fiat Ulysse, Peugeot 806 og Lancia Zeta.
Eurovans mål lå tæt på hovedkonkurrenten Renault Espace, selv om akselafstanden var længere. Dog var modellerne mindre end amerikanske MPV'er såsom Chrysler Voyager, som var den hidtil mest populære model i Europa. I modsætning til Espace og andre europæiske MPV'er havde Eurovan skydedøre til bagsæderne. 
I kabinen var gearstangen placeret på instrumentbrættet i stedet for på gulvet, og håndbremsen var placeret mellem venstre fordør og førersædet, hvilket gjorde at midterkonsollen kunne udelades hvorved der opstod en passage mellem de to forsæder. Bilerne var opbygget med to faste enkeltsæder foran og tre udtagelige enkeltsæder på midterste række, sammen med enten to udtagelige enkeltsæder eller et trepersoners bænksæde på tredje sæderække.
- Fiat Ulysse (1994–1998)
- Lancia Zeta (1994–2002)
- Peugeot 806 (1994–1998)

I oktober 1998 fik modellerne et facelift. Kun Lancia Zeta blev bygget uforandret frem til produktionens afslutning i sommeren 2002.
- Citroën Evasion (1998–2002)
- Fiat Ulysse (1998–2002)
- Peugeot 806 (1998–2002)

### Citroën Evasion Camper
I Danmark var Citroën Evasion som udgangspunkt en ret dyr bil - på grund af de høje registreringsafgifter på cirka 180%. En del af dem blev således ombygget i Danmark til "autocampere"/campingbiler, med et opklappeligt telt på taget og et opklappeligt bord og et lille køkken i kabinen, så de kunne indregistreres med en meget mindre registreringsafgift på kun cirka 60%, og stadig med op til 7 pladser.

### Tidslinje
1994
- Juni: Introduktion af Eurovan med 2,0-liters benzinmotor med 89 kW (121 hk) eller med turbo og 108 kW (147 hk) fra Citroën XM.

1995
- Introduktion af 1,9-liters turbodieselmotor med 66 kW (90 hk) fra Citroën Xantia.

1996
- Yderligere motorer:
  - 1,8-liters benzinmotor med 73 kW (99 hk) samt
  - 2,1-liters turbodieselmotor med 80 kW (109 hk).

1998
- Oktober: Facelift.

1999
- Nye motorer:
  - 2,0-liters 16V-benzinmotor med 97 kW (132 hk).
  - 2,0-liters HDi-dieselmotor med 80 kW (109 hk) i stedet for 2,1-liters turbodiesel.

2000
- Nye motorer:
  - 2,0-liters 16V-benzinmotor med 100 kW (136 hk) i stedet for alle tidligere benzinmotorer.
  - 2,0-liters 16V HDi-dieselmotor med 80 kW (109 hk) i stedet for alle tidligere dieselmotorer.

2002
- Juli:[2] Indstilling af produktionen og introduktion af anden generation.

### Tekniske data
Den første generation af Eurovan-modellerne benyttede PSA's XU/XUD-motorer uanset mærke. Disse blev senere udskiftet med EW/DW-motorerne. Alle motorer var kombineret med en femtrins manuel gearkasse, dog kunne 2,0 16V EW-benzinmotoren som ekstraudstyr leveres med et firetrins automatgear.
Commonrail-dieselmotoren blev af Fiat/Lancia markedsført som JTD og af PSA som HDi, men var i begge tilfælde produceret af PSA.

#### Benzinmotorer
|                                                | 1.8                      | 2.0                      | 2.0 16V                        | 2.0 16V                         | 2.0 Turbo                      |
| Byggeår                                        | 1996−2000                | 1994−2000                | 1999−2000                      | 2000−2002                       | 1994−2000                      |
| Mærker                                         | Citroën, Fiat, Peugeot   | Citroën, Fiat, Peugeot   | Citroën, Fiat, Lancia, Peugeot | Citroën, Fiat, Lancia, Peugeot  | Citroën, Fiat, Lancia, Peugeot |
| Motordata                                      |                          |                          |                                |                                 |                                |
| Motorkode                                      | XU7 JP (LFW)             | XU10 J2C (RFU)           | XU10 J4R (RFV)                 | EW10 J4 (RFN)                   | XU10 J2TE (RGX)                |
| Motortype                                      | R4-benzinmotor           | R4-benzinmotor           | R4-benzinmotor                 | R4-benzinmotor                  | R4-benzinmotor                 |
| Antal ventiler pr. cylinder                    | 2                        | 2                        | 4                              | 4                               | 2                              |
| Ventilstyring                                  | OHC, tandrem             | OHC, tandrem             | DOHC, tandrem                  | DOHC, tandrem                   | OHC, tandrem                   |
| Fødesystem                                     | Multipoint-indsprøjtning | Multipoint-indsprøjtning | Multipoint-indsprøjtning       | Multipoint-indsprøjtning        | Multipoint-indsprøjtning       |
| Trykladning                                    | –                        | –                        | –                              | –                               | Turbolader, ladeluftkøler      |
| Køling                                         | Vandkøling               | Vandkøling               | Vandkøling                     | Vandkøling                      | Vandkøling                     |
| Boring × slaglængde                            | 83,0 × 81,4 mm           | 86,0 × 86,0 mm           | 86,0 × 86,0 mm                 | 85,0 × 88,0 mm                  | 86,0 × 86,0 mm                 |
| Slagvolume                                     | 1761 cm³                 | 1998 cm³                 | 1998 cm³                       | 1997 cm³                        | 1998 cm³                       |
| Kompressionsforhold                            | 9,25:1                   | 9,5:1                    | 10,4:1                         | 10,8:1                          | 8,0:1                          |
| Maks. effekt ved omdr./min.                    | 73 kW (99 hk) 5750       | 89 kW (121 hk) 5750      | 97 kW (132 hk) 5500            | 100 kW (136 hk) 6000            | 108 kW (147 hk) 5300           |
| Maks. drejningsmoment ved omdr./min.           | 147 Nm 2600              | 170 Nm 2650              | 180 Nm 4200                    | 190 Nm 4100                     | 235 Nm 2500                    |
| Udstødningsnorm                                | Euro2                    | Euro2                    | Euro2                          | Euro3                           | Euro2                          |
| Kraftoverførsel                                |                          |                          |                                |                                 |                                |
| Drivende hjul                                  | Forhjul                  | Forhjul                  | Forhjul                        | Forhjul                         | Forhjul                        |
| Gearkasse (standardudstyr)                     | 5-trins manuel           | 5-trins manuel           | 5-trins manuel                 | 5-trins manuel                  | 5-trins manuel                 |
| Gearkasse (ekstraudstyr)                       | –                        | –                        | –                              | 4-trins automatisk              | –                              |
| Præstationer                                   |                          |                          |                                |                                 |                                |
| Topfart                                        | 165 km/t                 | 177 km/t                 | 186 km/t                       | 186 km/t (183 km/t)             | 195 km/t                       |
| Acceleration 0-100 km/t                        | 16,2 sek.                | 15,1 sek.                | 13,4 sek.                      | 11,9 sek. (14,0 sek.)           | 11,0 sek.                      |
| Brændstofforbrug pr. 100 km ved blandet kørsel | 10,3 liter Blyfri 95     | 10,6 liter Blyfri 95     | 10,3 liter Blyfri 95           | 9,2 liter (9,7 liter) Blyfri 95 | 11,1 liter Blyfri 95           |
| CO2-udslip ved blandet kørsel                  | 249 g/km                 | 252 g/km                 | 247 g/km                       | 221 g/km (232 g/km)             | 271 g/km                       |

1. ↑  Værdier i parentes gælder for versioner med automatgear

#### Dieselmotorer
|                                                | 1.9 Turbo D                  | 2.0 HDi/JTD                    | 2.0 HDi/JTD                    | 2.1 Turbo D12                  |
| Byggeår                                        | 1995−2000                    | 1999−2000                      | 2000−2002                      | 1996−1999                      |
| Mærker                                         | Citroën, Fiat, Peugeot       | Citroën, Fiat, Lancia, Peugeot | Citroën, Fiat, Lancia, Peugeot | Citroën, Fiat, Lancia, Peugeot |
| Motordata                                      |                              |                                |                                |                                |
| Motorkode                                      | XUD9 BTF (DHX)               | DW10 ATED (RHZ)                | DW10 ATED4 (RHW)               | XUD11 BTE (P8C)                |
| Motortype                                      | R4-dieselmotor               | R4-dieselmotor                 | R4-dieselmotor                 | R4-dieselmotor                 |
| Antal ventiler pr. cylinder                    | 2                            | 2                              | 4                              | 3                              |
| Ventilstyring                                  | OHC, tandrem                 | OHC, tandrem                   | DOHC, tandrem                  | OHC, tandrem                   |
| Fødesystem                                     | Hvirvelkammer- indsprøjtning | Commonrail                     | Commonrail                     | Hvirvelkammer- indsprøjtning   |
| Trykladning                                    | Turbolader, ladeluftkøler    | Turbolader, ladeluftkøler      | Turbolader, ladeluftkøler      | Turbolader, ladeluftkøler      |
| Køling                                         | Vandkøling                   | Vandkøling                     | Vandkøling                     | Vandkøling                     |
| Boring × slaglængde                            | 83,0 × 88,0 mm               | 85,0 × 88,0 mm                 | 85,0 × 88,0 mm                 | 85,0 × 92,0 mm                 |
| Slagvolume                                     | 1905 cm³                     | 1997 cm³                       | 1997 cm³                       | 2088 cm³                       |
| Kompressionsforhold                            | 21,8:1                       | 18,0:1                         | 18,0:1                         | 21,5:1                         |
| Maks. effekt ved omdr./min.                    | 66 kW (90 hk) 4000           | 80 kW (109 hk) 4000            | 80 kW (109 hk) 4000            | 80 kW (109 hk) 4300            |
| Maks. drejningsmoment ved omdr./min.           | 196 Nm 2250                  | 250 Nm 1750                    | 270 Nm 1750                    | 250 Nm 2000                    |
| Udstødningsnorm                                | Euro2                        | Euro2                          | Euro3                          | Euro2                          |
| Kraftoverførsel                                |                              |                                |                                |                                |
| Drivende hjul                                  | Forhjul                      | Forhjul                        | Forhjul                        | Forhjul                        |
| Gearkasse                                      | 5-trins manuel               | 5-trins manuel                 | 5-trins manuel                 | 5-trins manuel                 |
| Præstationer                                   |                              |                                |                                |                                |
| Topfart                                        | 160 km/t                     | 175 km/t                       | 175 km/t                       | 175 km/t                       |
| Acceleration 0-100 km/t                        | 16,8 sek.                    | 15,8 sek.                      | 15,2 sek.                      | 14,1 sek.                      |
| Brændstofforbrug pr. 100 km ved blandet kørsel | 8,1 liter Diesel             | 6,7 liter Diesel               | 6,9 liter Diesel               | 8,2 liter Diesel               |
| CO2-udslip ved blandet kørsel                  | 215 g/km                     | 182 g/km                       | 184 g/km                       | 219 g/km                       |

## C8 / Ulysse / Phedra / 807 (2002−2014)

### Historie
Den anden generation af Eurovan-modellerne gik i produktion i juni 2002. En af de vigtigste ændringer var, at modellen var 27 cm længere end første generation. Modellen fik i 2003 den højeste vurdering på fem stjerner i Euro NCAP's kollisionstest.
Som den eneste af de fire MPV'er beholdt Fiat Ulysse sin modelbetegnelse.
Eurovan blev i juni 2006 teknisk modificeret, og opfyldt herefter Euro4-normen.
- Peugeot 807 (2002–2008)
- Bagfra
- Fiat Ulysse (2002–2008)
- Lancia Phedra (2002–2008)
- Bagfra

I februar 2008 gennemgik alle fire modeller et optisk facelift, hvor Peugeot 807 såvel som Citroën C8 fik større logoer og kromlister på kølergrillen, kofangerne og sidebeskyttelseslisterne, mens Fiat Ulysse kun fik et nyt logo.
Lancia Phedra fik en ny kølergrill med færre kromstriber, samt et nyt logo og kromindlæg på den forreste kofanger. Også dørhåndtagene blev forkromede. Fælles for alle fire modeller var den let modificerede kabine med nyt indtræk og dekorationselementer. Sideløbende med den øgede brug af krom udvendigt fik også interiøret nye kromdele.
På den tekniske side blev motorprogrammet udvidet med en 2,2-liters biturbodieselmotor med 170 hk. Denne motor blev i efteråret 2010 taget af programmet og afløst en 2,0-liters dieselmotor med 163 hk. Allerede fra efteråret 2009 kunne Fiat Ulysse kun leveres med 2,0-liters dieselmotoren med 136 hk.
Produktionen af Lancia Phedra blev indstillet i november 2010, hvorefter modellen blev afløst af Lancia Voyager, som er vidtgående identisk med Chrysler Voyager som den ligeledes afløser i Europa.
I juli 2011 udgik også Fiat Ulysse af produktion. Afløseren er Fiat Freemont.
- Citroën C8 (2008–2012)
- Fiat Ulysse (2008–2011)
- Bagfra
- Lancia Phedra (2008–2010)
- Peugeot 807 (2008–2014)

I sommeren 2012 gennemgik Citroën C8 et diskret facelift. Dette facelift kan kendes på det nye, afrundede logo og de nye forlygter med mørke indlæg.
Peugeot tog i november 2013 versionen med automatgear af modelprogrammet og markedsførte kun 807 i en enkelt udstyrsvariant med fem eller syv siddepladser, dog ikke længere med 2+3+3-bestoling.
I slutningen af juni 2014 udgik Peugeot 807 af produktion uden afløser, og Citroën C8 fulgte en måned senere.
- Citroën C8 (2012–2014)

### Tekniske data

#### Benzinmotorer
|                                                | 2.0 16V                         | 2.0 16V                         | 2.2 16V                  | 3.0 V6                         |
| Byggeår                                        | 2002−2005                       | 2005−2010                       | 2002−2005                | 2003−2005                      |
| Mærker                                         | Citroën, Fiat, Lancia, Peugeot  | Citroën, Peugeot                | Citroën, Peugeot         | Citroën, Fiat, Lancia, Peugeot |
| Motordata                                      |                                 |                                 |                          |                                |
| Motorkode                                      | EW10 J4 (RFN)                   | EW10 A (RFJ)                    | EW12 J4 (3FZ)            | ES9 J4S (XFW)                  |
| Motortype                                      | R4-benzinmotor                  | R4-benzinmotor                  | R4-benzinmotor           | V6-benzinmotor                 |
| Antal ventiler pr. cylinder                    | 4                               | 4                               | 4                        | 4                              |
| Ventilstyring                                  | DOHC, tandrem                   | DOHC, tandrem                   | DOHC, tandrem            | 2 × DOHC, tandrem              |
| Fødesystem                                     | Multipoint-indsprøjtning        | Multipoint-indsprøjtning        | Multipoint-indsprøjtning | Multipoint-indsprøjtning       |
| Trykladning                                    | –                               | –                               | –                        | –                              |
| Køling                                         | Vandkøling                      | Vandkøling                      | Vandkøling               | Vandkøling                     |
| Boring × slaglængde                            | 85,0 × 88,0 mm                  | 85,0 × 88,0 mm                  | 86,0 × 96,0 mm           | 87,0 × 82,6 mm                 |
| Slagvolume                                     | 1997 cm³                        | 1997 cm³                        | 2230 cm³                 | 2946 cm³                       |
| Kompressionsforhold                            | 10,8:1                          | 10,8:1                          | 10,8:1                   | 10,9:1                         |
| Maks. effekt ved omdr./min.                    | 100 kW (136 hk) 6000            | 103 kW (140 hk) 6000            | 116 kW (158 hk) 5650     | 150 kW (204 hk) 6000           |
| Maks. drejningsmoment ved omdr./min.           | 190 Nm 4100                     | 200 Nm 4000                     | 217 Nm 3900              | 285 Nm 3750                    |
| Udstødningsnorm                                | Euro3                           | Euro4                           | Euro3                    | Euro3                          |
| Kraftoverførsel                                |                                 |                                 |                          |                                |
| Drivende hjul                                  | Forhjul                         | Forhjul                         | Forhjul                  | Forhjul                        |
| Gearkasse (standardudstyr)                     | 5-trins manuel                  | 5-trins manuel                  | 5-trins manuel           | 4-trins automatisk             |
| Gearkasse (ekstraudstyr)                       | 4-trins automatisk              | 4-trins automatisk              | –                        | –                              |
| Præstationer                                   |                                 |                                 |                          |                                |
| Topfart                                        | 185 km/t (178 km/t)             | 188 km/t (184 km/t)             | 196 km/t                 | (205 km/t)                     |
| Acceleration 0-100 km/t                        | 12,2 sek. (14,4 sek.)           | 11,6 sek. (12,9 sek.)           | 11,6 sek.                | (11,0 sek.)                    |
| Brændstofforbrug pr. 100 km ved blandet kørsel | 9,1 liter (9,6 liter) Blyfri 95 | 9,0 liter (9,6 liter) Blyfri 95 | 9,7 liter Blyfri 95      | (11,5 liter) Blyfri 95         |
| CO2-udslip ved blandet kørsel                  | 218 g/km (230 g/km)             | 213 g/km (229 g/km)             | 231 g/km                 | (275 g/km)                     |

1. ↑  Værdier i parentes gælder for versioner med automatgear

#### Dieselmotorer
|                                                | 2.0 HDi/JTD FAP                | 2.0 HDi/JTD FAP           | 2.0 HDi/JTD FAP                | 2.0 HDi/JTD FAP              | 2.2 HDi/JTD FAP                | 2.2 HDi/JTD FAP                |         |
| Byggeår                                        | 2002−2006                      | 2006−2010                 | 2006−2014                      | 2010−2014                    | 2002−2006                      | 2007−2010                      |         |
| Mærker                                         | Citroën, Fiat, Lancia, Peugeot | Fiat, Lancia              | Citroën, Fiat, Lancia, Peugeot | Citroën, Peugeot             | Citroën, Fiat, Lancia, Peugeot | Citroën, Fiat, Lancia, Peugeot |         |
| Motordata                                      |                                |                           |                                |                              |                                |                                |         |
| Motorkode                                      | DW10 ATED4 (RHW)               | DW10 BTED4 (RHK)          | DW10 BTED4 (RHR)               | DW10 C (RHH)                 | DW12 TED4 (4HW)                | DW12 BTED4 (4HT)               |         |
| Motortype                                      | R4-dieselmotor                 | R4-dieselmotor            | R4-dieselmotor                 | R4-dieselmotor               | R4-dieselmotor                 | R4-dieselmotor                 |         |
| Antal ventiler pr. cylinder                    | 4                              | 4                         | 4                              | 4                            | 4                              | 4                              |         |
| Ventilstyring                                  | DOHC, tandrem                  | DOHC, tandrem             | DOHC, tandrem                  | DOHC, tandrem                | DOHC, tandrem                  | DOHC, tandrem                  |         |
| Fødesystem                                     | Commonrail                     | Commonrail                | Commonrail                     | Commonrail                   | Commonrail                     | Commonrail                     |         |
| Trykladning                                    | Turbolader, ladeluftkøler      | Turbolader, ladeluftkøler | Turbolader, ladeluftkøler      | Turbolader, ladeluftkøler    | Turbolader, ladeluftkøler      | Turbolader, ladeluftkøler      |         |
| Køling                                         | Vandkøling                     | Vandkøling                | Vandkøling                     | Vandkøling                   | Vandkøling                     | Vandkøling                     |         |
| Boring × slaglængde                            | 85,0 × 88,0 mm                 | 85,0 × 88,0 mm            | 85,0 × 88,0 mm                 | 85,0 × 88,0 mm               | 85,0 × 96,0 mm                 | 85,0 × 96,0 mm                 |         |
| Slagvolume                                     | 1997 cm³                       | 1997 cm³                  | 1997 cm³                       | 1997 cm³                     | 2179 cm³                       | 2179 cm³                       |         |
| Kompressionsforhold                            | 18,0:1                         | 17,6:1                    | 17,6:1                         | 17,6:1                       | 18,0:1                         | 16,6:1                         |         |
| Maks. effekt ved omdr./min.                    | 80 kW (109 hk) 4000            | 88 kW (120 hk) 4000       | 100 kW (136 hk) 4000           | 120 kW (163 hk) 3750         | 94 kW (128 hk) 4000            | 125 kW (170 hk) 4000           |         |
| Maks. drejningsmoment ved omdr./min.           | 270 Nm 1750                    | 300 Nm 2000               | 320 Nm 2000                    | 340 Nm 2000                  | 314 Nm 2000                    | 370 Nm 1500                    |         |
| Udstødningsnorm                                | Euro3                          | Euro4                     | Euro4                          | Euro5                        | Euro3                          | Euro4                          |         |
| Kraftoverførsel                                |                                |                           |                                |                              |                                |                                |         |
| Drivende hjul                                  | Forhjul                        | Forhjul                   | Forhjul                        | Forhjul                      | Forhjul                        | Forhjul                        | Forhjul |
| Gearkasse (standardudstyr)                     | 5-trins manuel                 | 6-trins manuel            | 6-trins manuel                 | 6-trins manuel               | 5-trins manuel                 | 6-trins manuel                 |         |
| Gearkasse (ekstraudstyr)                       | –                              | 6-trins automatisk        | –                              | –                            |                                |                                |         |
| Præstationer                                   |                                |                           |                                |                              |                                |                                |         |
| Topfart                                        | 174 km/t                       | 180 km/t                  | 190 km/t                       | 203 km/t (196 km/t)          | 182 km/t                       | 200 km/t                       |         |
| Acceleration 0-100 km/t                        | 14,6 sek.                      | 12,9 sek.                 | 12,0 sek.                      | 11,2 sek. (12,4 sek.)        | 13,6 sek.                      | 10,8 sek.                      |         |
| Brændstofforbrug pr. 100 km ved blandet kørsel | 7,2 liter Diesel               | 6,9 liter Diesel          | 5,0 liter Diesel               | 5,0 liter (5,9 liter) Diesel | 7,4 liter Diesel               | 7,2 liter Diesel               |         |
| CO2-udslip ved blandet kørsel                  | 189 g/km                       | 182 g/km                  | 155 g/km                       | 155 g/km (189 g/km)          | 199 g/km                       | 191 g/km                       |         |

1. ↑  Fra 2010: Euro5
2. ↑  Værdier i parentes gælder for versioner med automatgear